# Dudum siquidem
Dudum siquidem (latim para "pouco tempo atrás") é uma bula papal emitida pelo Papa Alexandre VI em 26 de setembro de 1493, uma das bulas de doação dirigida aos Reis Católicos Isabel I de Castela e Fernando II de Aragão, que complementava a Inter caetera e pretendia conceder a eles "todas as ilhas e continentes de qualquer espécie, encontrados e a serem encontrados, descobertos e a serem descobertos, que estão ou podem estar ou podem parecer estar na rota de navegação ou viagem para o oeste ou para o sul, sejam eles estar nas partes ocidentais, ou nas regiões do sul e leste e da Índia".

## Textos
Segundo a historiadora americana Frances Gardiner Davenport, nenhuma cópia desta bula foi encontrada nos registros do Vaticano, mas no Arquivo Geral das Índias em Sevilha dois manuscritos originais dela sobrevivem, ambos com o selo papal de chumbo anexado, embora não marcado "Registrata", como é habitual. Até que esses originais da bula fossem revelados durante o século XX, havia alguma dúvida sobre a autenticidade do que havia sido citado nela.